# Hervé Claustre
Hervé Claustre est un océanographe français, spécialisé dans l’étude des flux biogéochimiques et la dynamique du phytoplancton,.

## Biographie
Il travaille au CNRS, au Laboratoire d'Océanographie de Villefranche. Il a reçu la médaille d'argent du CNRS et obtenu deux bourses du Conseil Européen de la Recherche. Il est l'un des pionniers dans la conception et l'utilisation des flotteurs Argo dédiés aux recherches en biogéochimie marine (BGC-Argo),,,,.